# Mietshaus Winzerstraße 2 (Radebeul)
Das Mietshaus Winzerstraße 2 steht im Stadtteil Niederlößnitz der sächsischen Stadt Radebeul, am Beginn der Winzerstraße/Ecke Paradiesstraße. Das Wohnhaus stand bereits zu DDR-Zeiten unter Denkmalschutz („Straße der Jungen Pioniere 2“).

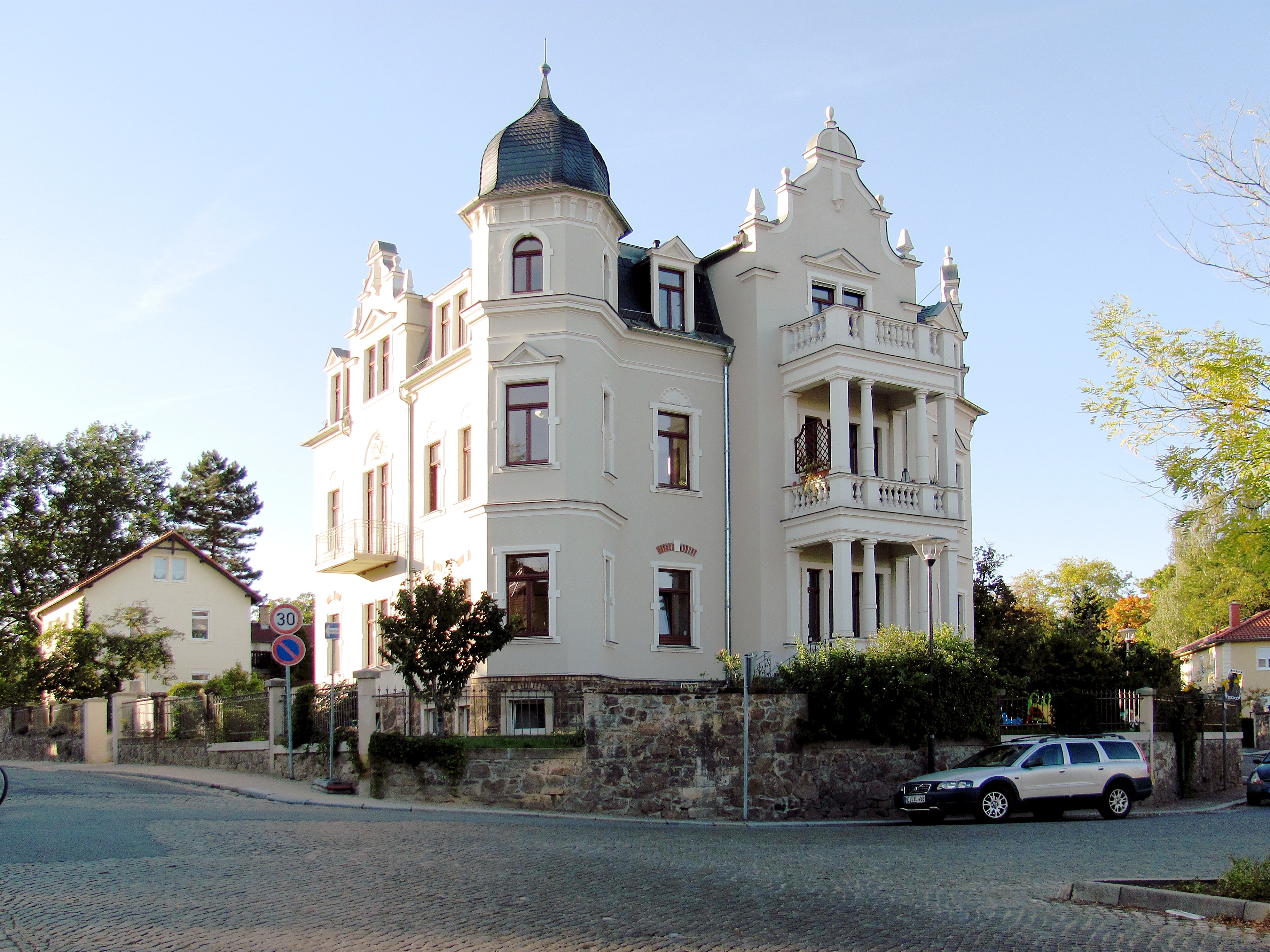
Mietshaus Winzerstraße 2

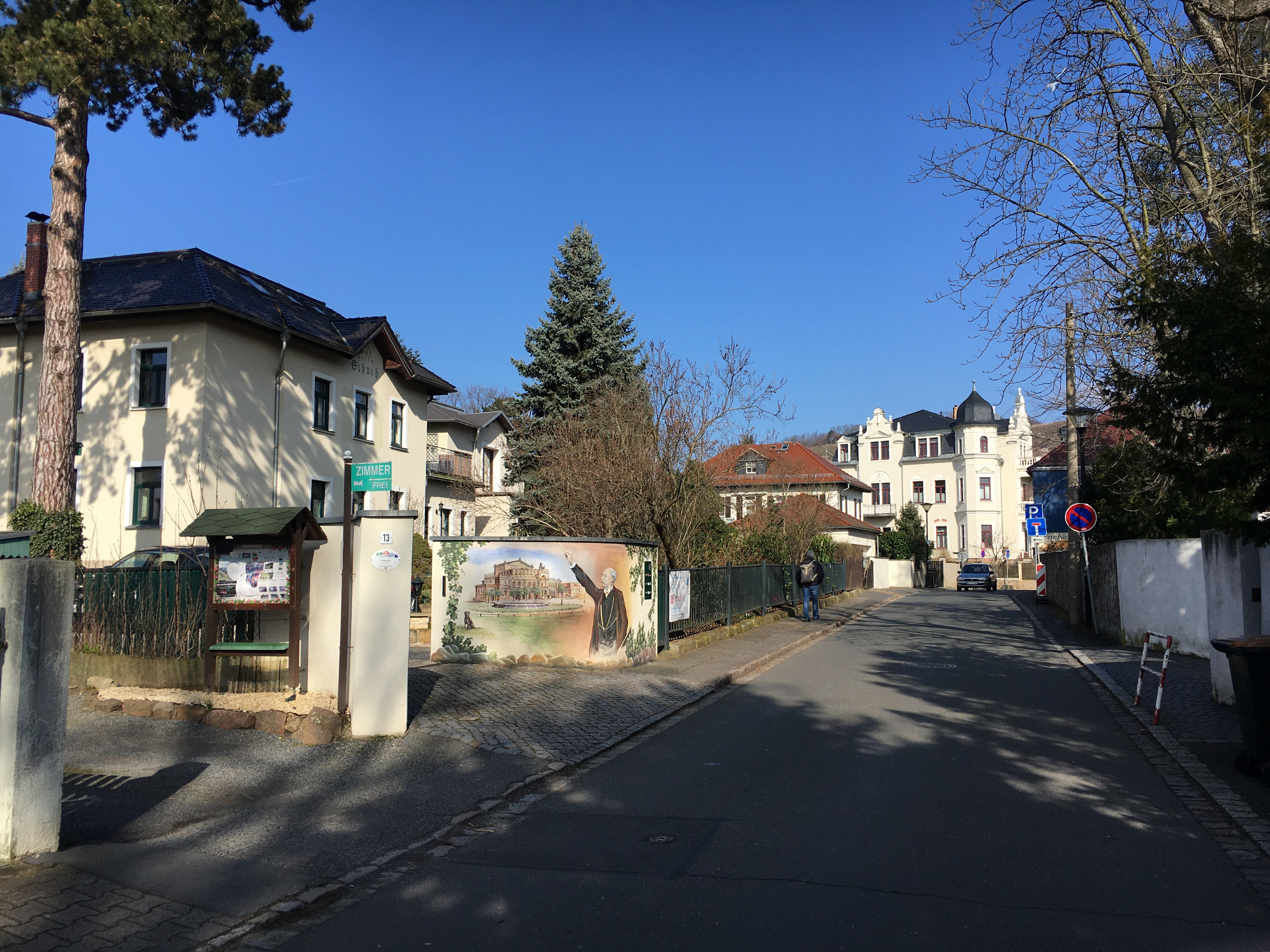
Schuchstraße mit der Villa Gringmuth an der Einmündung in die Winzerstraße (Mitte); links Villa Schuch, rechts das Mietshaus Winzerstraße 2, ganz rechts die Mauer um die Villa Magda

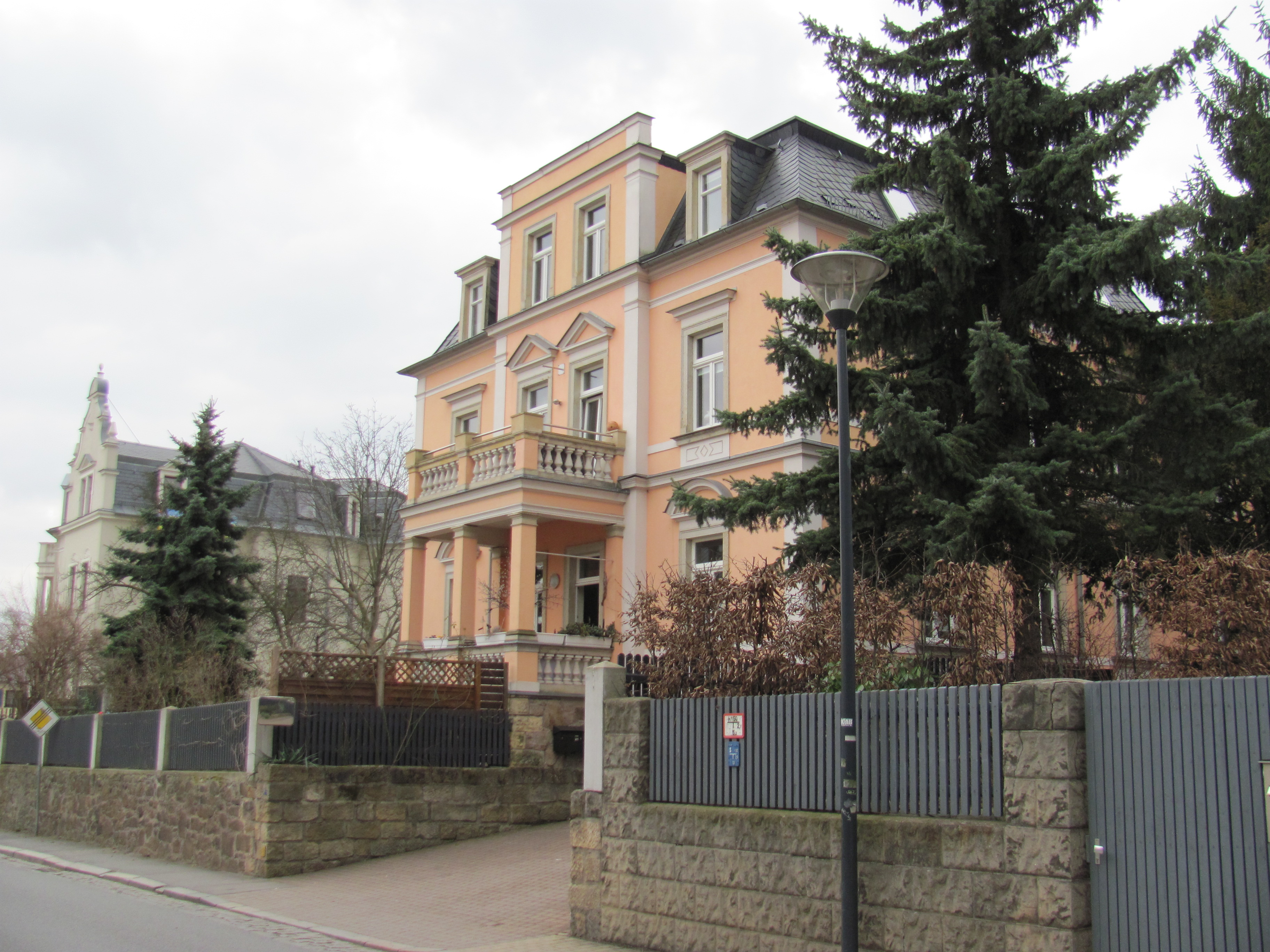
Paradiesstraße 5, links davon die Nordseite der Winzerstraße 2

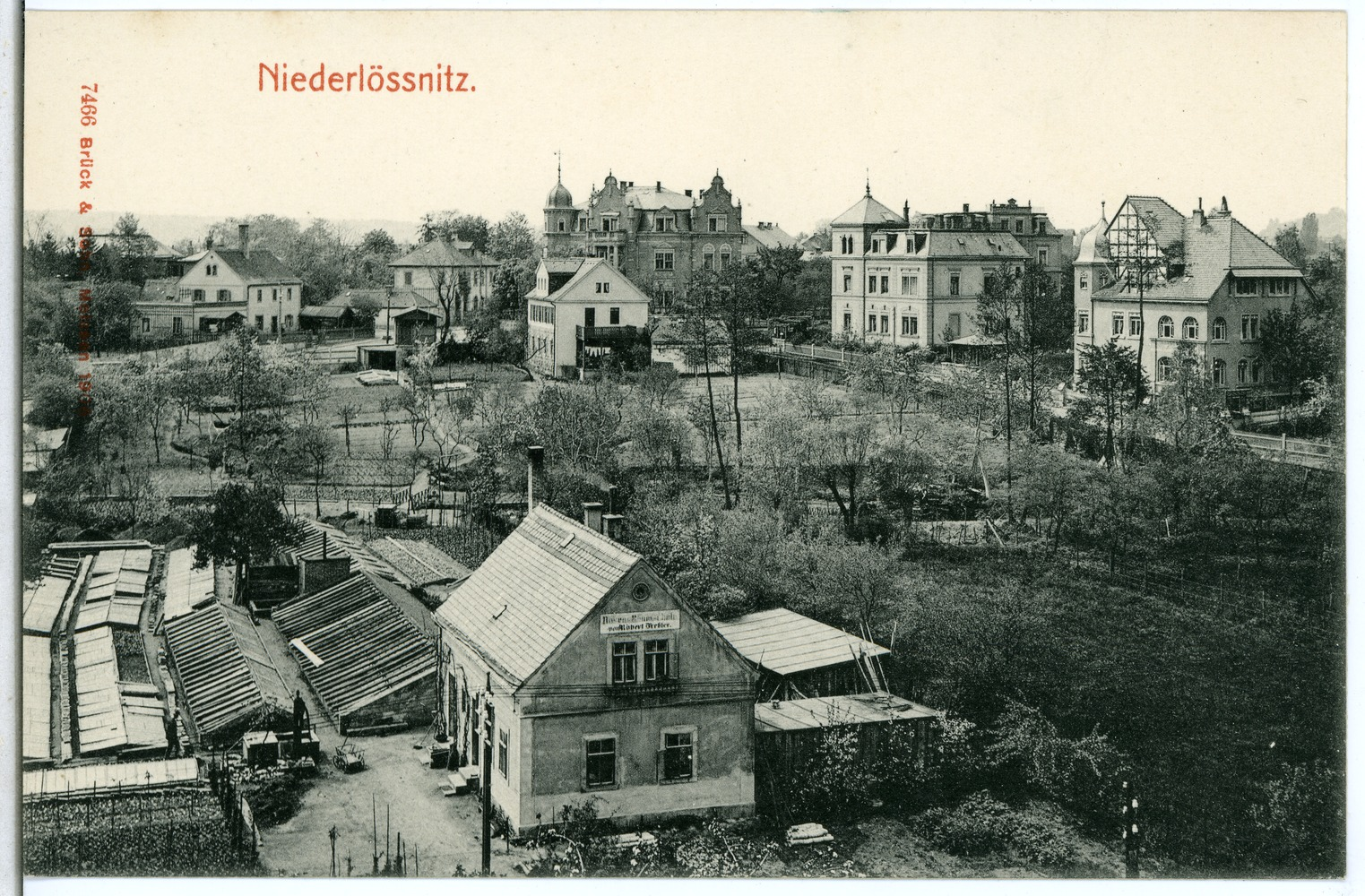
Kreuzung Paradiesstraße/An der Jägermühle, 1906. Vom Gelände der heutigen Gartenbahn Radebeul aus

Im Dehio-Handbuch wird die Winzerstraße 2 als „schönes Beispiel für die deutsche Renaissance“ erwähnt, gemeinsam mit der Maxim-Gorki-Straße 16, dem Roten Haus und der Villa Kolbe.

## Beschreibung
Das freistehende zweigeschossige, mitsamt Einfriedung denkmalgeschützte Mietshaus, steht leicht erhöht auf einem spitz zulaufenden Eckgrundstück und überblickt den Straßenknoten, der hier zusätzlich durch die Schuchstraße und die Straße An der Jägermühle entsteht.
Der repräsentative Putzbau mit zahlreichen Putzgliederungen und Sandstein-Einfassungen der Fenster steht auf einem unregelmäßigen Sockelgeschoss aus Bruchstein-Mauerwerk. Das vollausgebaute Dachgeschoss ist mit Schiefer gedeckt.
Zur Straßenecke und damit auch zur Schuchstraße steht ein dreigeschossiger, polygonaler Eckturm mit einem geschweiften Helm sowie je einer Fensterachse je Seite. Die Straßenansicht nach links in die Winzerstraße ist gerade und kurz. Darin steht ein dreigeschossiger Risalit mit Staffelgiebel und Zwillingsfenstern. Vor dem Obergeschoss hängt ein Balkon. Nach rechts entlang der gekrümmten Front zur Paradiesstraße stehen zwei breitere dreigeschossige Risalite mit Staffelgiebeln. Der zum Eckturm hin gelegene, stärker hervortretende Risalit wird durch einen davorstehenden, auf Pfeilern und Säulen ruhenden Altan bis hoch zum Dachgeschoss betont. Die einzelnen Etagen des Altans werden von Dockenbrüstungen abgeschlossen. Die Austritte der beiden unteren Etagen sind durch Drillings-Fenster/Tür-Kombinationen gebildet.
Auf der Stützmauer aus Bruchstein bilden Lanzettzaunfelder zwischen Sandsteinpfeilern die Einfriedung.

## Geschichte
Robert Wilhelm Häbold besaß ein großes Eckgrundstück an der nordwestlichen Ecke Winzerstraße/Paradiesstraße, für das er im Juni 1898 bei der Amtshauptmannschaft Dresden-Neustadt die Teilung beantragte. Direkt auf der Ecke wollte er das hier beschriebene Wohnhaus errichten lassen, für das er gleichzeitig einen Bauantrag stellte. Weiter nördlich an der Paradiesstraße sollte auf einer weiteren Baustelle das Wohnhaus Paradiesstraße 5 entstehen. Die „mutmaßlich“ von der Baufirma „Gebrüder Große“ stammenden Entwürfe wurden im Mai 1899 wegen „zu großer Überbauung“ abgelehnt. Ein von der Überbauung her reduzierter Entwurf wurde im Juli 1899 genehmigt. Den Bau realisierte der Zimmermann Ernst Grafe, für dessen Gebäude im Mai 1900 die Erlaubnis zur Ingebrauchnahme erteilt wurde.